# Benjamin Pulleyn
Benjamin Pulleyn (? — 1690) foi um professor britânico.
Na Universidade de Cambridge foi tutor de Isaac Newton.  Pulleyn foi professor real de grego, de 1674 a 1686.